# Kościół św. Andrzeja Boboli w Gudnikach
Kościół św. Andrzeja Boboli w Gudnikach – rzymskokatolicki kościół filialny należący do Parafii Świętych Apostołów Piotra i Pawła w Reszlu (dekanat Reszel archidiecezji warmińskiej). Świątynia zarejestrowana w rejestrze zabytków nieruchomych.

## Historia

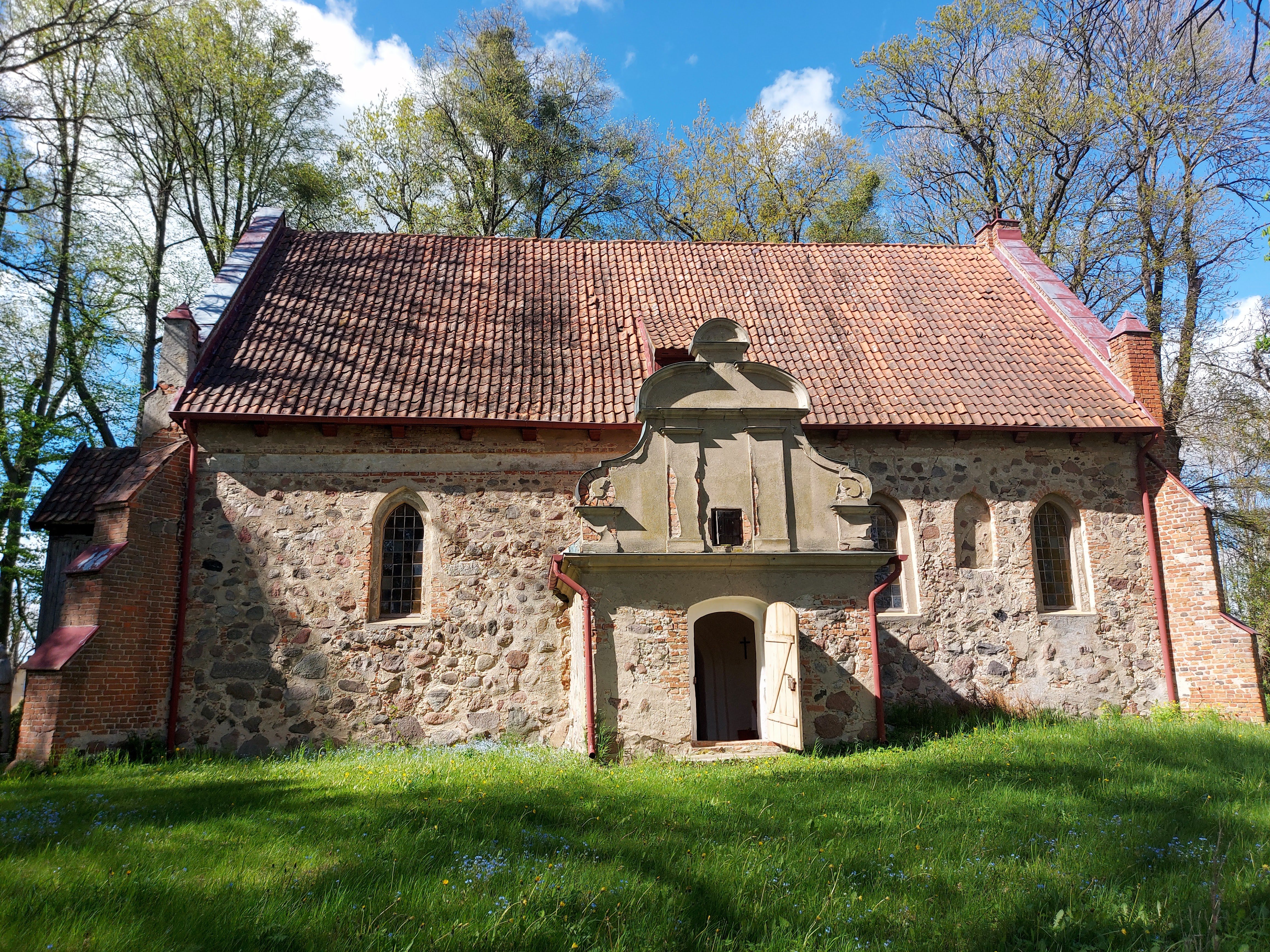
Południowa ściana kościoła

Kościół murowany z cegły i kamienia polnego pochodzi z drugiej połowy XIV wieku. W latach 1731–33 odnowiono zakrystię oraz kruchtę, przedsionek, gdzie wykonano ozdobny szczyt, podobnie jak w ścianie wschodniej. W połowie XVIII w. do części zachodniej kościoła dobudowana została niska, drewniana wieża dzwonna, odnowiona na początku XXI w. Daty kolejnych renowacji kościoła widoczne są na ścianie wschodniej (1855, 1905, 1934).
Do 1528 roku kościół był filią parafii w Reszlu. Po sekularyzacji Zakonu krzyżackiego i zaprowadzeniu luteranizmu w Prusach Książęcych świątynia w Gudnikach stała się kościołem filialnym parafii luterańskiej w Łankiejmach. Pierwszym znanym pastorem dla tych kościołów był Johann Wagner w latach 1554–1557, a ostatnim Curt Schlösser w latach 1939–1945.

## Zabytki kościoła
- Granitowa chrzcielnica z XIV w. znajduje się w kruchcie[3].
- Barokowy ołtarz, ujęty w stylizowane kolumny korynckie, ufundowany w 1626 r. przez rodziny Egloffsteinów i Groebenów, których herby umieszczone zostały w zwieńczeniu ołtarza[3].
- Ołtarz boczny poświęcony Matce Boskiej z napisem: „Serwus Marie nunquam peribit” Ingelstadt 1914 Schönstatt 1919. Przed II wojną światową ołtarz ten znajdował się w placówce misyjnej pallotynów w Klewnie pod Reszlem. Powstanie tego dzieła było związane z kultem Matki Trzykroć Przedziwnej i działalnością ruchu szensztackiego[4].
- Okrągły renesansowy witraż „Zmartwychwstanie” w oknie ściany północnej, opatrzony datą 1586[2].
- Płyta nagrobna lekarza Johana Bernarda Varnbagena z datą 1647 wykonana z czerwonego marmuru, wbudowana w południową ścianę świątyni[2]. Na płycie została umieszczona inskrypcja w języku niemieckim o następującej treści:„Roku Pańskiego 1647 w kwietniu zmarł w Bogu w wieku 43 lat i został tu pochowany szanowny pan Johann Bernhard Varnhagen, były lekarz przyboczny Jej Wysokości królowej Szwecji, któremu na wieczną pamiątkę jego brat Caspar Erard Varnhagen, doktor praw, kazał położyć tę płytę nagrobną. Niech Bóg da mu radosne zmartwychwstanie do wiecznego życia. Amen”[3].
- Belkowy strop pokryty jest ornamentowym malarstwem wykonanym w 1744 r. przez Johanna Jeruzalem z Frydlandu (noszącego dziś nazwę Prawdinsk)[3].
- Chór i organy wykonane w latach 1740-44, prospekt organowy oraz klawiatura zostały zniszczone przez żołnierzy radzieckich w 1945 r., którzy użytkowali świątynię jako stajnię[3].

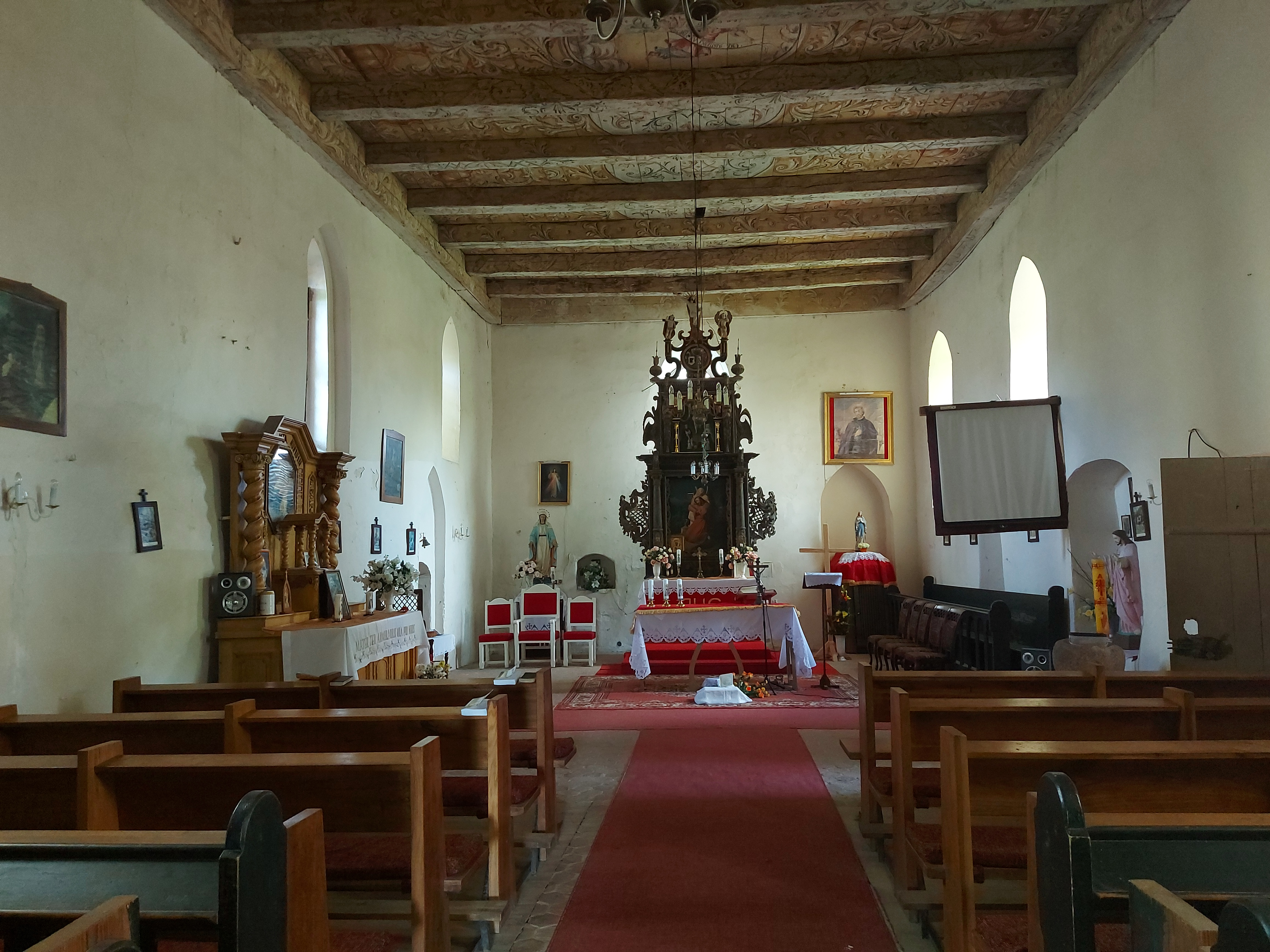
Wnętrze kościoła
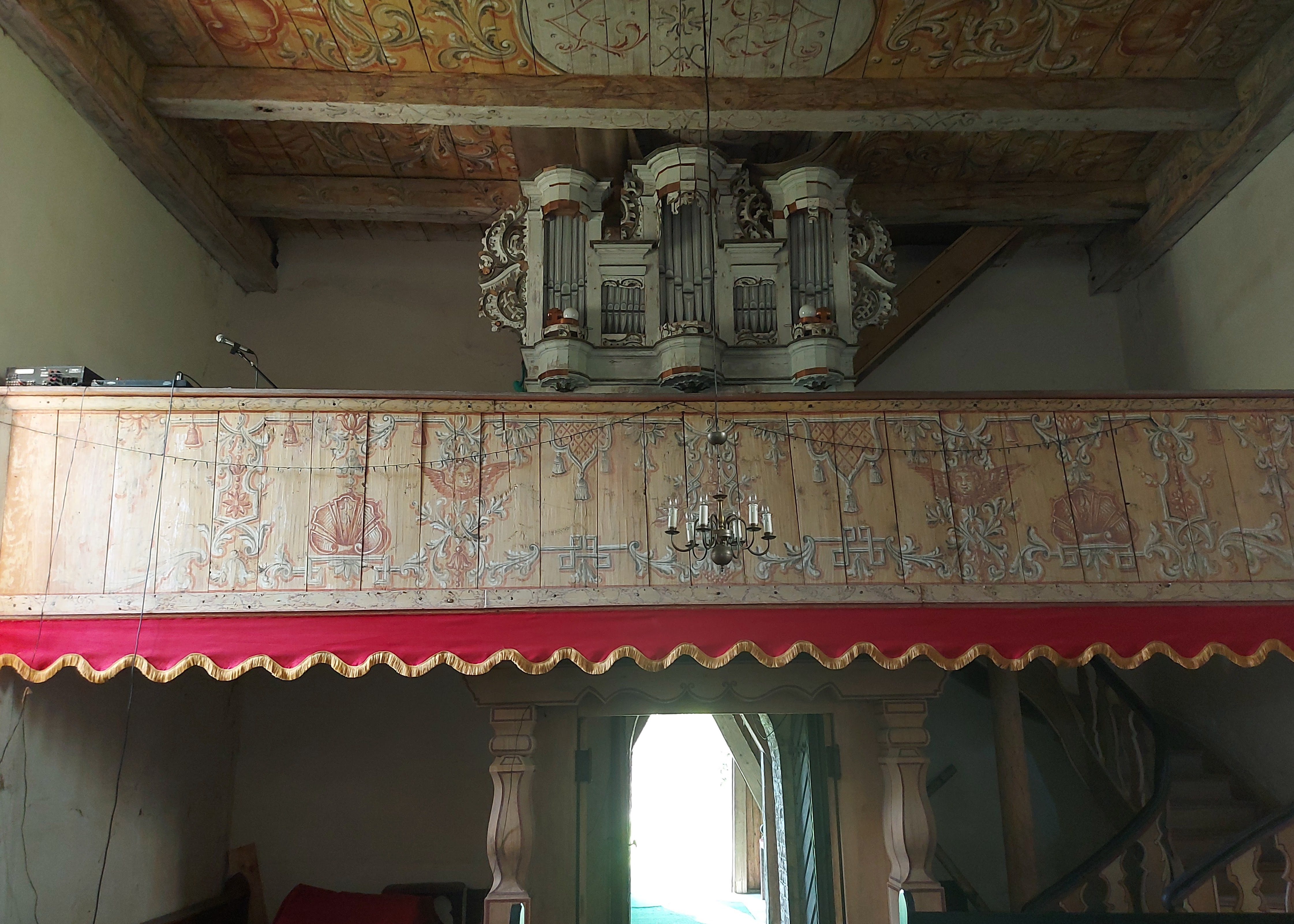
Chór i organy
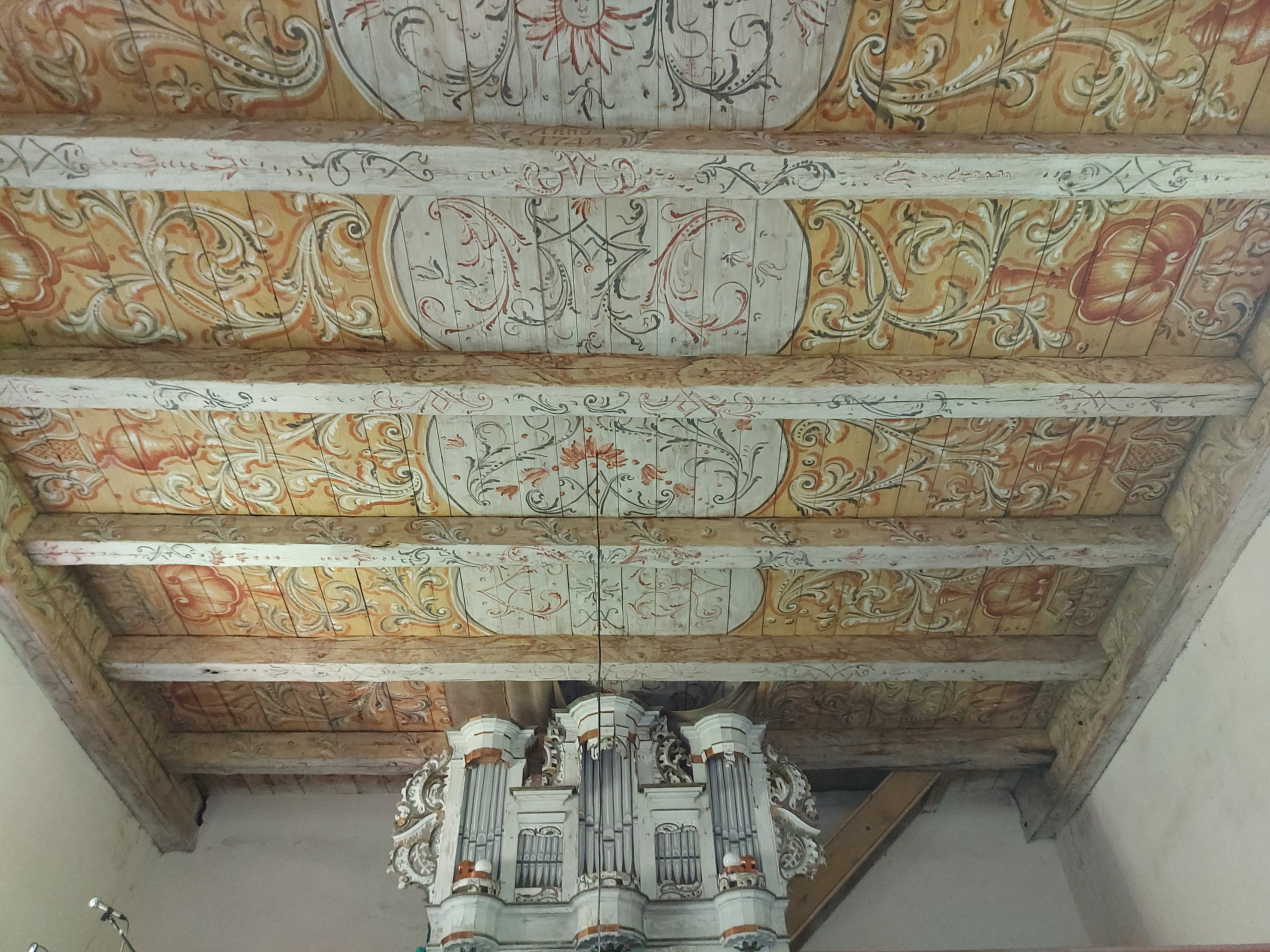
Drewniany strop

## Teren wokół kościoła
Po prawej stronie kościoła na trzech kamiennych schodkach stoi obelisk zwieńczony uszkodzonym krzyżem. Na pomniku jest umieszczona kamienna tablica poświęcona pamięci siedemnastu mieszkańców poległych w czasie I wojny światowej. U góry tablicy wyryto napis w języku niemieckim „Heilig ist das Andenken der gefalenen” („Pamięć o tych, którzy polegli, jest święta”). Poniżej są imiona i nazwiska poległych żołnierzy, a na dole napis „Weltkrieg 1914-1918” („wojna światowa 1914-1918”).
Nieopodal tego obelisku w 2011 została umieszczona tablica pamiątkowa poświęcona ofiarom katastrofy smoleńskiej. Po prawej stronie od wejścia do kościoła umieszczony został wyrzeźbiony w drewnie posąg przedstawiający papieża Jana Pawła II.

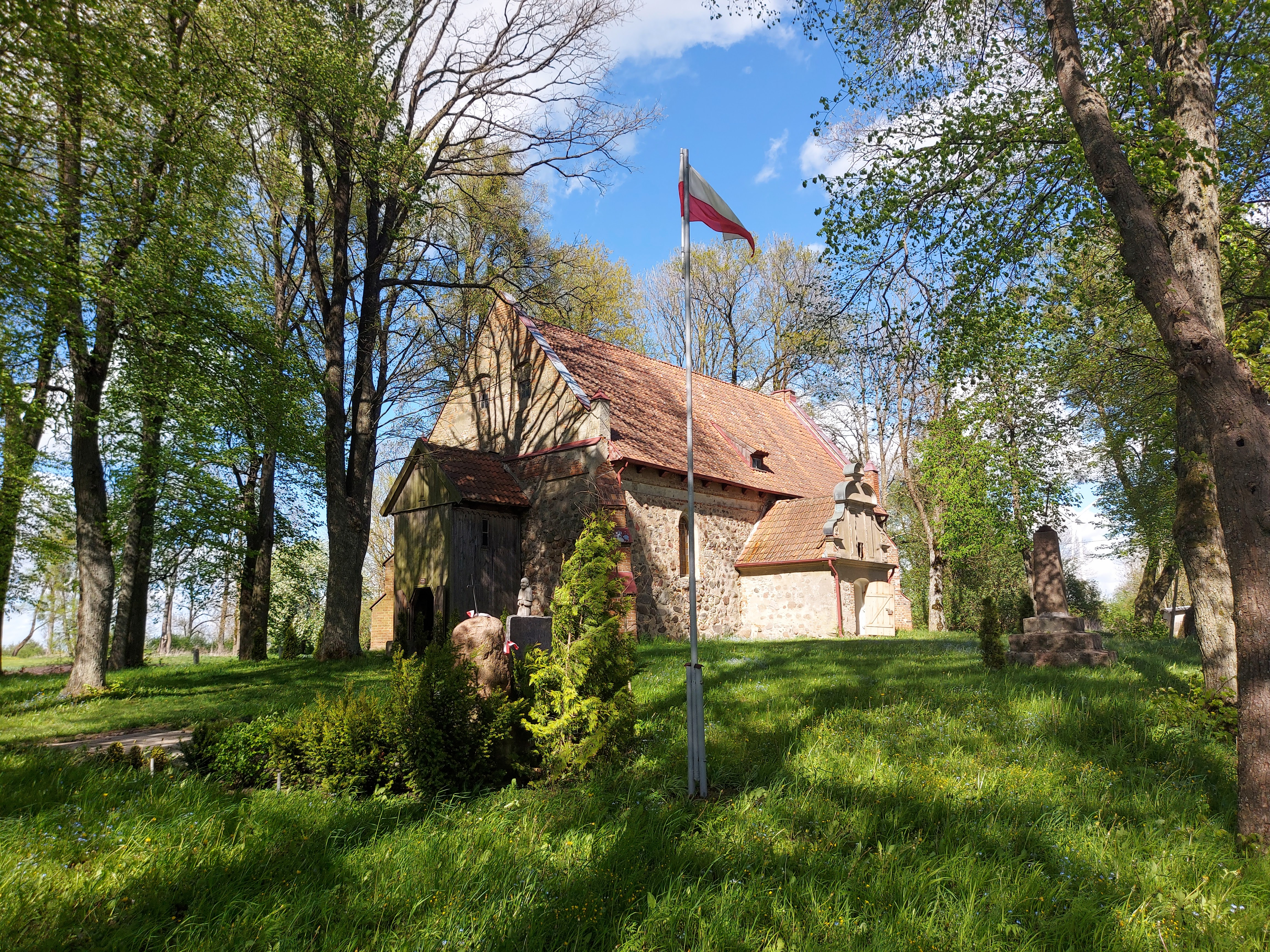
Kościół i jego otoczenie
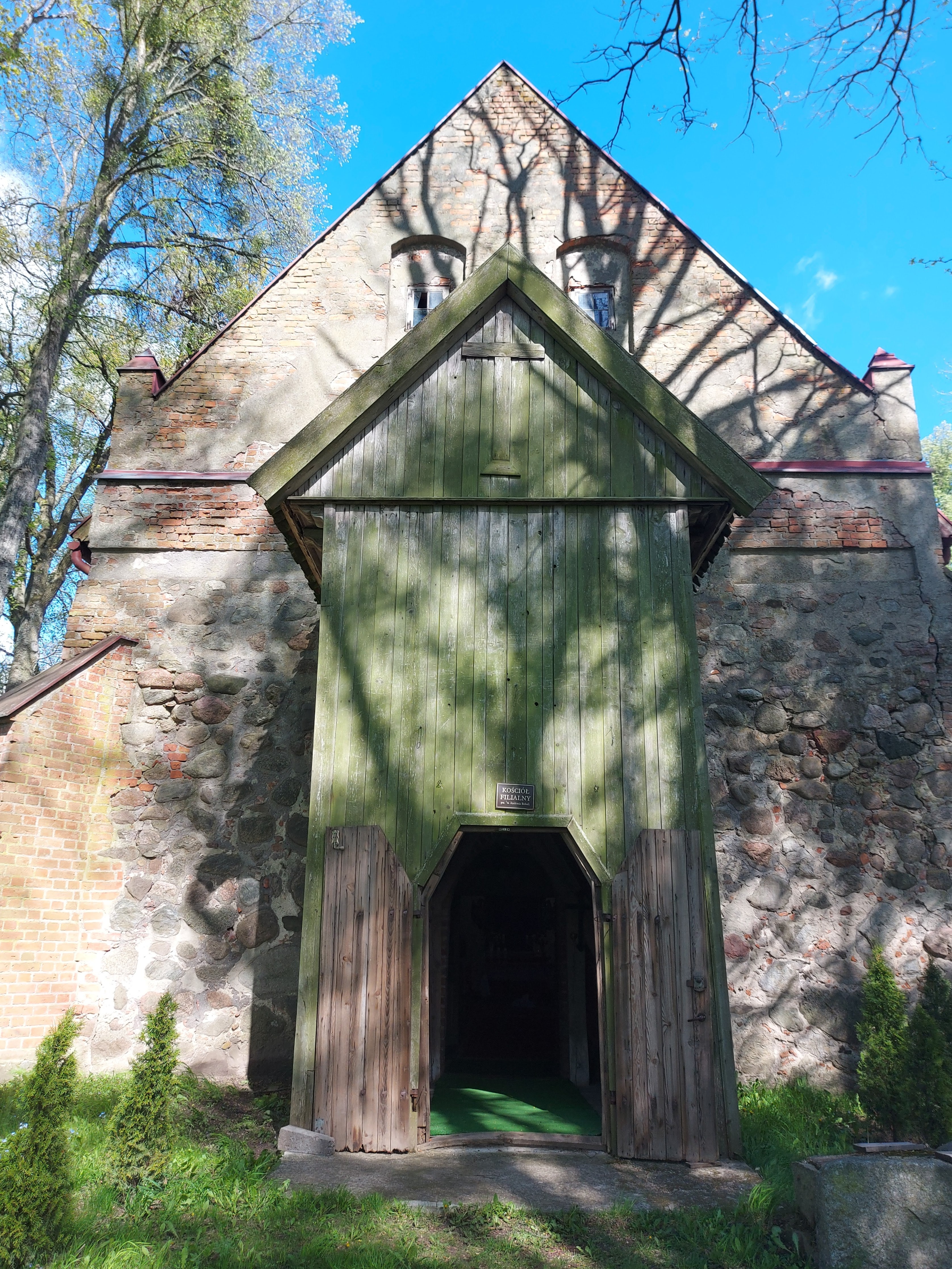
Wejście do kościoła
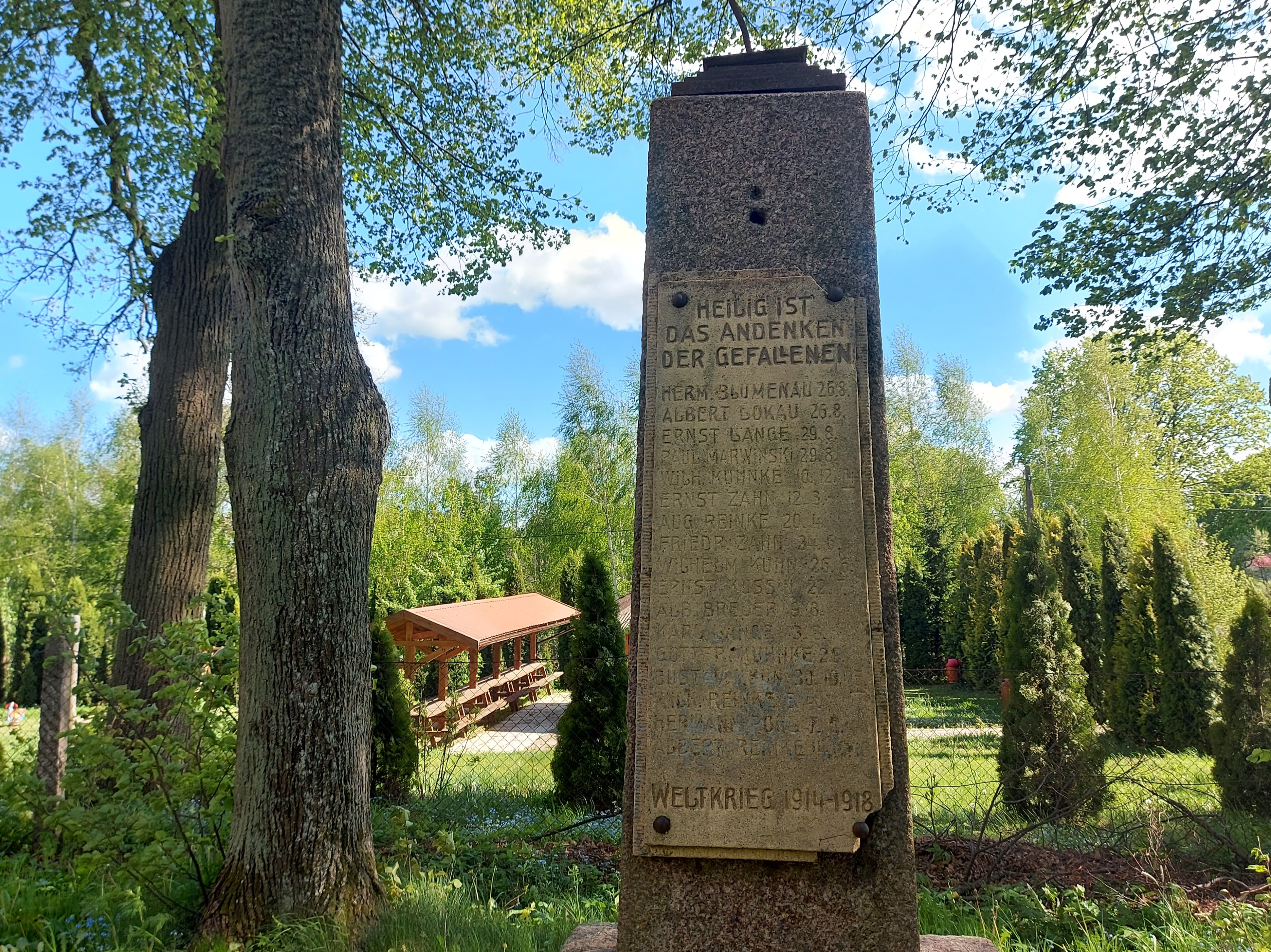
Obelisk ku czci poległych w I wojnie światowej
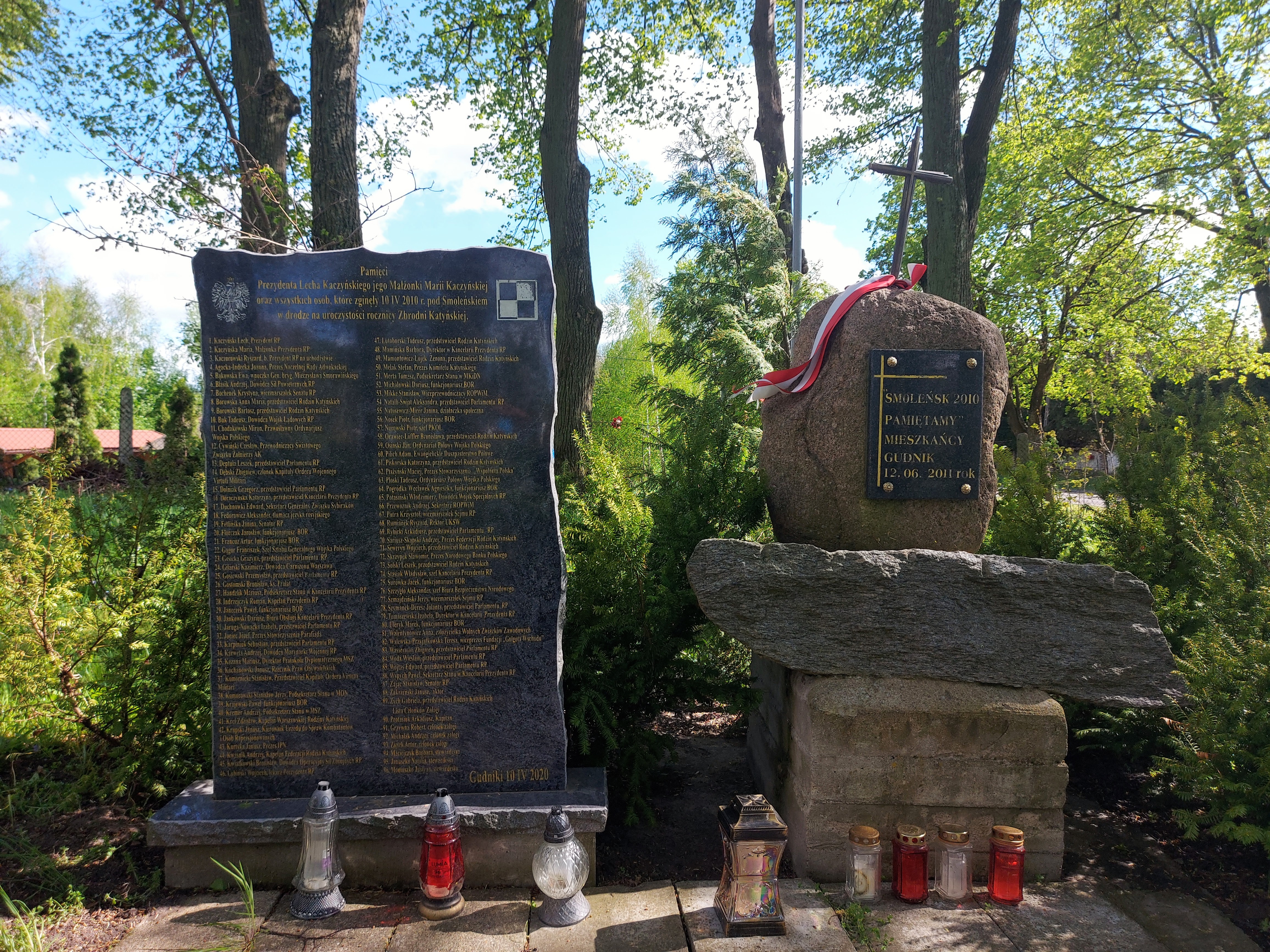
Tablica ku czci ofiar katastrofy smoleńskiej
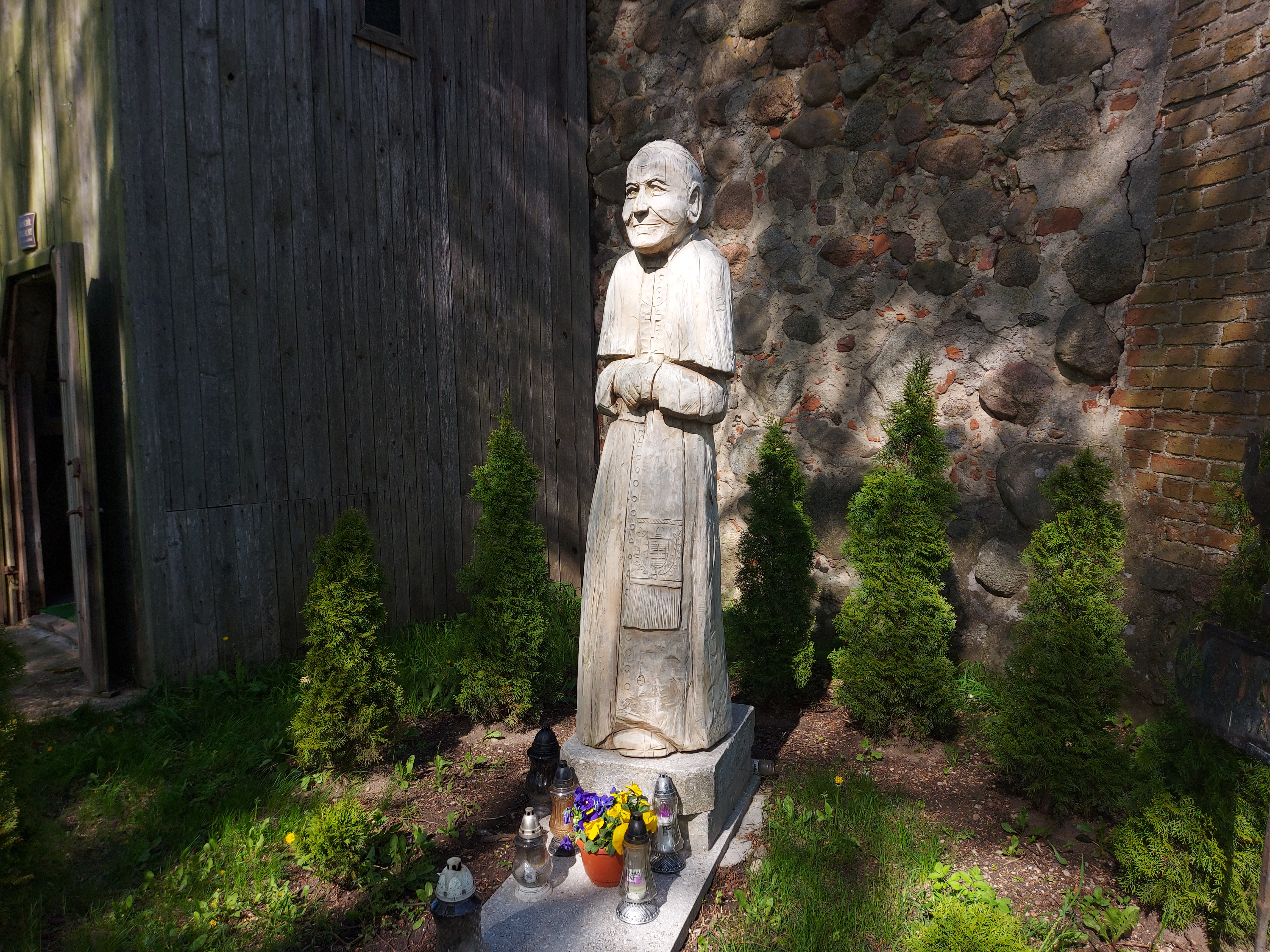
Posąg Jana Pawła II